# Sekundærrute 175
Die Sekundærrute 175, auch einfach nur Rute 175 genannt, ist eine Nebenstraße in Dänemark. Sie führt von Kliplev bis nach Havneby auf der Insel Rømø. Zwischen dem Festland und der Insel Rømø verläuft die Strecke auf dem Rømødæmningen. In Kliplev besteht eine Anbindung an die E 45 die weiter nach Flensburg und Hamburg führt sowie an die Primærrute 8 die nach Sønderborg führt.